# Quarantaine (comics)
Pour les articles homonymes, voir Quarantaine (homonymie).
Quarantaine (The Plague Ships) est le premier tome de la série Lord Baltimore.

## Synopsis
Sur la côté d'azur, Lord Henry Baltimore affronte de nombreux vampires. Il est assommé par l'explosion d'un dirigeable et recueilli par des villageois auxquels il explique pourchasser un vampire bien particulier : Haigus.
Il embarque sur un bateau avec une villageoise, Vanessa, à qui il explique sa responsabilité dans l'épidémie de peste qui sévit, les raisons de sa traque et de sa rage envers Haigus. Le bateau coule et laisse les deux voyageurs perdus sur une île déserte infestée de créatures…

## Commentaires
- Ce recueil est dédié à William Hope Hodgson, Gene Colan, Danny Cox et Action Man.
- Le volume se clôt par un carnet de croquis.

## Publication
- Baltimore: The Plague Ships #1-5, 2010
- Baltimore: Volume 1: The Plague Ships (TPB, 2012)
- Delcourt (collection « Contrebande »), 2011